# William of Macclesfield
William of Macclesfield (ou Marsfeld ou Macklefield) est un cardinal anglais né à Canterbury ou Coventry, Angleterre et décédé probablement en été 1303 à Canterbury. Il est membre de l'ordre des dominicains.

## Repères biographiques
William of Macclesfield est professeur de théologie à Paris et à Oxford. Il est envoyé à Rome pour plusieurs missions et est un ami intime du pape Benoît XI, aussi dominicain. 
On l'appelle Doctor Inclytus (docteur illustre) et est l'auteur de sermons, le prologue des Sentences et de Contra corruptorem Thomæ, dans lequel il attaque les franciscains.
Macclesfield est créé cardinal par le pape Benoît XI lors du consistoire du 18 décembre 1303. Selon quelques sources William meurt avant que la nouvelle de sa création le parvient.